# Pinsdorf
Pinsdorf è un comune austriaco di 3 821 abitanti nel distretto di Gmunden, in Alta Austria.